# Oskar Neisinger
Oskar Neisinger (* 18. September 1919 in Würzburg; † 14. Dezember 1985 ebenda) war ein deutscher Publizist und römisch-katholischer Theologe.

## Leben
Von 1942 bis 1944 studierte er Philosophie und Theologie an der Universität Würzburg. Nach 1945 war Neisinger der erste Diözesan-Jugendführer. Später wurde er stellvertretender Bundesvorsitzender des Bunds der Deutschen Katholischen Jugend. 1972 wurde er Pressereferent der Deutschen Bischofskonferenz.

## Schriften (Auswahl)
- Geschichten um die Gottesmutter. Eine Auswahl für Jugendgruppe, Schule und Heim. Würzburg 1954, OCLC 721122645.
- Jungführerbildung. Ziele, Wege, Quellen. Düsseldorf 1964, OCLC 73588984.
- Geschichten für die stille Zeit. Würzburg 1965, OCLC 73399436.
- Flugblätter. Katholische Jugend im Widerstand gegen den Nationalsozialismus. Würzburg 1982, ISBN 3-429-00788-7.